# Otto Friedel
Otto Friedel (* 10. April 1913 in Bremerhaven; † 19. Februar 1974) war ein deutscher Politiker (DP, GDP, FDP) und für Bremerhaven Mitglied der Bremischen Bürgerschaft.

## Biografie
Friedel erlangte die Primareife. Er absolvierte eine kaufmännische Lehre und war als kaufmännischer Angestellter in Bremerhaven tätig sowie von 1935 bis 1939 als Justizangestellter. Von 1939 bis 1948 war er Soldat und in Kriegsgefangenschaft. Er wurde später Prokurist einer Firma.

## Politik
Harms trat zum 1. Mai 1937 der NSDAP bei (Mitgliedsnummer 5.686.335). Im April 1948 anhand der Angaben im Meldebogen als „nicht betroffen“ entnazifiziert.
Nach dem Zweiten Weltkrieg trat er in die rechtsgerichtete DP ein, die 1961 nach einer Fusion mit dem BHE zur GDP wurde. Im Oktober 1961 wurde er Mitglied der FDP.
Von 1955 bis 1963 war er Mitglied der 4. und 5. Bremischen Bürgerschaft und dort Mitglied verschiedener Deputationen.
Für die FDP war er danach bis zu seinem Tod Mitglied der Bremerhavener Stadtverordnetenversammlung. Er war zwischenzeitlich von November 1963 bis Februar 1970 ehrenamtlicher Stadtrat (u. a. Städtischer Schlachthof) im Magistrat von Bremerhaven. Er trat zurück, wurde dadurch wieder Stadtverordneter, wodurch sein Nachrücker Günther Linde, der von der FDP in die SPD übergetreten war, sein Mandat verlor und die FDP erlangte wieder Fraktionsstärke. SPD-Fraktionsvorsitzender Werner Lenz kündigte deshalb die Koalition mit der FDP.